# П'ята Василь Осипович
Василь Осипович П'ята (рос. Василий Осипович Пята, рум. Vasile Peata, 22.07.1934, Кубань, СРСР — 18.04.2018, Батайськ, Ростовська область, Росія) — радянський боксер. Багаторазовий чемпіон Молдови (1959—1964). Майстер спорту СРСР, заслужений тренер Молдови, суддя всесоюзної категорії з боксу.
Срібний призер Спартакіади народів СРСР 1963 (того року Спартакіада була одночасно чемпіонатом країни) в найлегшій вазі (до 51 кг). Це найвище досягнення молдавського боксу на Спартакіадах, інші молдавські боксери здобували щонайбільше бронзові медалі.

## Життєпис
Народився на Кубані, у боксі з 17 років (перший тренер О. Шередашвілі, Таганрог), в армії став чемпіоном Ростова та Північно-Кавказького військового округу. 1957 року став чемпіоном України та Ленінграду, де навчався в технікумі фізкультури.
1958 року за наполяганням тренера Павла Лущевського переводиться до Кишинівського технікуму фізкультури, починає виступати за Молдову (представляв ДСТ «Молдова», Кишинів). Чемпіон республіки 1959—1964 років, срібний призер III Спартакіади народів СРСР (1963). У фіналі Спартакіади в рівному бою поступився москвичу Станіславові Сорокіну. Переможець Спартакіади профспілок 1958, срібний призер Спартакіади профспілок 1962 років.
Після 1963 року понад 30 років працював тренером у Кишинівському художньому училищі, підготував майстрів спорту — О.Зайчика, Ю.Єрмакова, Г.Некрасова, О.Павлухіна, О.Блудова та інших. Відтак виїхав на батьківщину, останні роки прожив у Батайську Ростовської области.